# Josh Billings
Josh Billings, pseudônimo de Henry Wheeler Shaw (12 de abril de 1818, Lanesborough, Massachusetts, Estados Unidos — 14 de outubro de 1885, Monterey, California) foi um humorista norte-americano.